# Armend Alimi
Armend Alimi (makedonska: Арменд Алими), född den 11 december 1987 i Kumanovo i Makedonien i Jugoslavien, är en albansk-makedonsk fotbollsspelare som sedan 2014 spelar i FK Shkëndija.
Alimis moderklubb är FK Bashkimi, och han har även spelat för FK Milano Kumanovo och NK Istra 1961. Han har också meriter från landslaglagsspel i Makedonien.